# Lijst van burgemeesters van Staphorst
Dit is een lijst van burgemeesters van de Nederlandse gemeente Staphorst in de provincie Overijssel.
| Ambtsperiode                        | Naam burgemeester                | Partij of stroming | Bijzonderheden                                          |
| ----------------------------------- | -------------------------------- | ------------------ | ------------------------------------------------------- |
| 1811 - 1852                         | Frederik Allard Ebbinge Wubben   |                    | vanaf 1834 tevens notaris, wat hij na 1852 bleef        |
| 1852 - 1859                         | mr. Jolle Gabe Veening           |                    |                                                         |
| 1859 - 1861                         | Johannes Hendrikus van Barneveld |                    | werd burgemeester van Avereest                          |
| 1861 - 1895                         | mr. Petrus Slot                  |                    | was burgemeester van Nijeveen                           |
| 1895 - 1901                         | mr. Nicolaas August Tonckens     |                    | werd burgemeester van Hengelo                           |
| 1901 - 1903                         | mr. Alexander baron van Dedem    |                    | werd burgemeester van Dalfsen                           |
| 1903 - 1938                         | Ary Hendrik Jan van Wijngaarden  |                    |                                                         |
| 1938 - 1940                         | Rein Dijkstra                    |                    | was burgemeester van Den Ham, overleed 29 mei 1940      |
| 1940 - 1963                         | H. van der Wal                   |                    |                                                         |
| 1963 - 1968                         | mr. H.H.H. Haverkamp             | ARP                | werd burgemeester van Aalten                            |
| 1968 - 1978                         | Pier Anne Nawijn                 | ARP                | was burgemeester van Blokzijl                           |
| 1978 - 1988                         | Frans Niemeijer                  | ARP / CDA          | overleed 12 augustus 1988                               |
| 1988 - 1989                         | drs. Herman Smit                 | CDA                | waarnemend, tevens burgemeester van Dalfsen             |
| 1989 - 21 september 1992            | Harm Janssen                     | GPV                | overleed 21 september 1992                              |
| 1 maart 1993 - 1 januari 2001       | drs. Tin (W.J.) Plomp            | CDA                | werd burgemeester van Zwartewaterland                   |
| 2001                                | Markus Marinus Markusse          | SGP                | waarnemend, was burgemeester van IJsselmuiden           |
| 1 september 2001 - 1 september 2015 | Johannes Derk (Joop) Alssema     | ChristenUnie       | was burgemeester van Ten Boer                           |
| 7 september 2015 - 12 januari 2020  | drs. T.C. (Theo) Segers MBA      | ChristenUnie       | werd burgemeester van Molenlanden                       |
| 13 januari 2020 - 27 mei 2021       | G.J. (Gerrit Jan) Kok            | VVD                | waarnemend, was waarnemend burgemeester van Haaksbergen |
| 28 mei 2021 - heden                 | J. (Jan) ten Kate                | partijloos         | was wethouder van Hardenberg                            |